# Ново Село (Сер)
Ново Село или Нихор (грч. Νεοχώρι, Неохори) је насељено место у општини Емануил Папас у периферији Средишња Македонија, Грчка. Према попису из 2021. године било је 923 становника.
Према бугарском географу и историчару, Василу Канчову, у Новом Селу је 1900. године живело 180 Словена хришћана и 48 Рома. Године 1924. принудно је исељен део словенског становништва а на њихово место је насељено 106 грчких избегличких породица, укупно 478 особа. На попису из 1928. године Ново Село је мешовито насеље са 781 становником.